# 1185
1185. је била проста година.

## Догађаји

### Август
- 9-24 август — Пад Солуна (1185)
- 11. септембар — Исак II Анђел је започео побуну против византијског цара Андроника I, којом је династија Комнин збачена са власти.

### Октобар
- 7. новембар — Византијски генерал Алексије Врана је нанео тежак пораз Норманима у бици код Деметрича, чиме је окончана норманска инвазија.
- 25. новембар — Папа Урбан III је наследио Луција III као 172. римски папа.

## Рођења

### Јануар
- 23. април — Афонсо II Португалски, краљ Португалије

## Смрти

### Јануар
- 16. март — Балдуин IV Јерусалимски, јерусалимски краљ

### Април
- 12. септембар — Андроник I Комнин, византијски цар

### Октобар
- 25. новембар — Луције III, 171. римски папа

- 6. децембар — Афонсо I Португалски, португалски краљ